# 迈克尔·约翰·史密斯
迈克尔·约翰·史密斯（英語：Michael John Smith，1945年4月30日—1986年1月28日），美国宇航员，挑战者号航天飞机的驾驶员。在STS-51-L任务途中由于飞机失事坠毁，与其余六名机组成员一同身亡。

## 紀念
- 小行星3351